# 新横雲橋
新横雲橋（しんおううんばし）は、新潟県阿賀野市下黒瀬 - 新潟市江南区木津の阿賀野川に架かる国道49号横雲バイパスの橋長995 m（メートル）の桁橋。

## 概要
横雲バイパスの木津IC - 下黒瀬交差点間の阿賀野川に架かる暫定2車線の995 mの橋梁。
下流側には新潟県道586号水原亀田線（横雲バイパスの旧道）の横雲橋、上流側には国道460号の阿賀浦橋（ただし、間に羽越本線の阿賀野川橋梁がある）が位置する。下部工は4車線化対応構造となっている。
下り側を暫定2車線で供用されている。下部工のうち、流心部に位置するP4 - P10橋脚については流路が不定であり、河積阻害率などを考慮し、河川管理者と協議の上、鋼管矢板井筒基礎が採用された。また、流心部は基礎についても支持地質が深く経済性などから基礎兼用の鋼管矢板一重締切り工法を採用した。
- 形式 - 鋼3径間2連+4径間+3径間連続2室箱桁橋
- 橋格 - 1等橋 (TL-20)
- 橋長 - 995.000 m
  - 支間長割 - 2× (76.050 m + 76.100 m + 76.050 m) + (76.050 m + 76.100 m + 76.100 m + 76.050 m)  + (76.050 m + 76.100 m + 76.050 m)
- 幅員 - 11.250 m（暫定）、24.500 m（完成）
  - 車道 - 8.750 m
  - 歩道 - 片側2.500 m
- 橋台 - 逆T式橋台（鋼管杭基礎）
- 橋脚 - 小判型壁式橋脚（鋼管杭基礎、P1 - P3・P11・P12）、円型柱式橋脚（鋼管矢板井筒基礎、P4 - P10）
- 総鋼重 - 4,727 t
- 床版 - 鉄筋コンクリート
- 施工 - 駒井鉄工[注釈 1]・新日本製鐵[注釈 2]・日本鉄塔工業・三菱重工業[注釈 3]・横河ブリッジ・高田機工共同企業体
- 架設工法 - 手延べ送出し工法
- 竣工 - 1994年度（平成6年度）
- 開通 - 1995年（平成7年）12月16日[4]

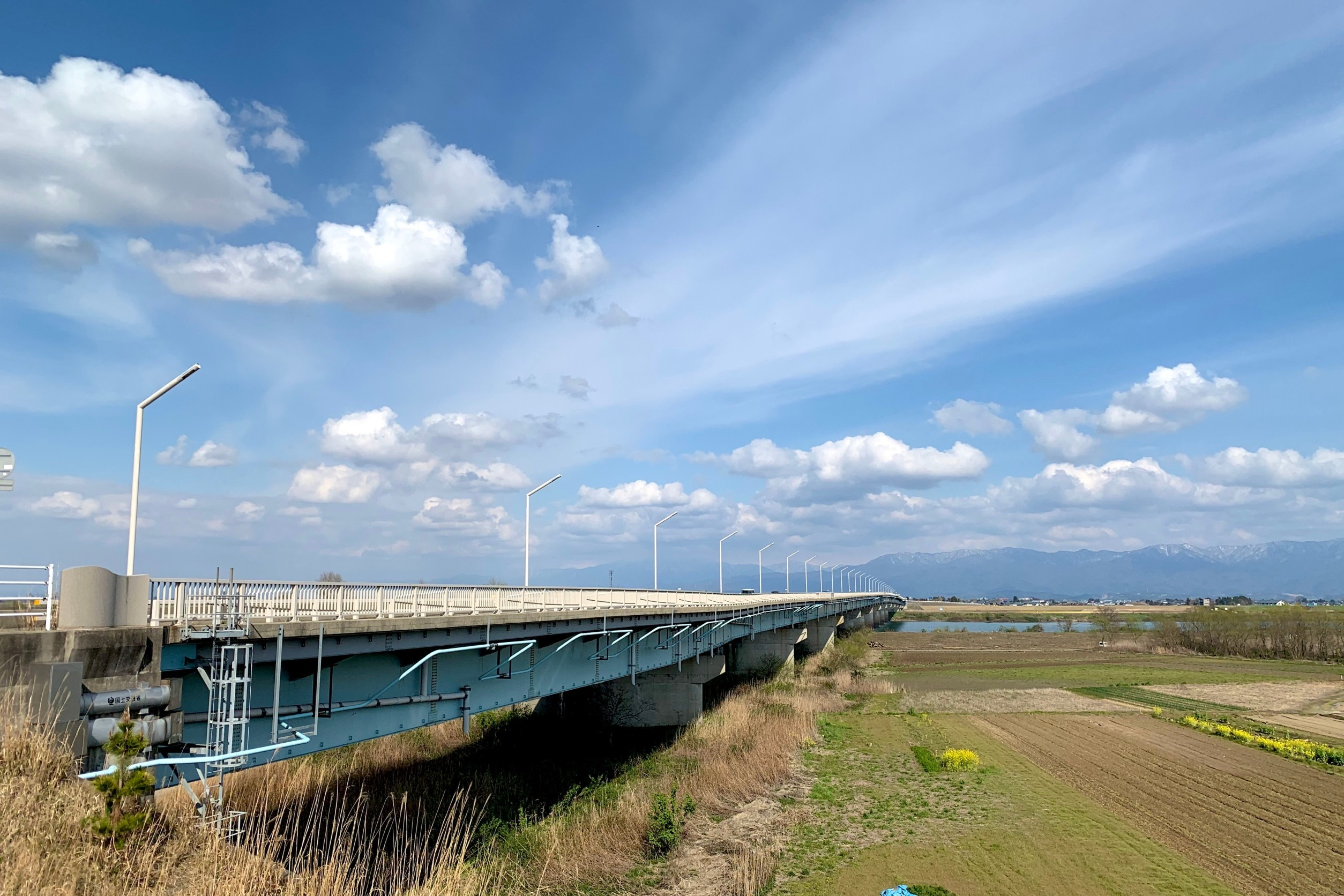
左岸上流側から（2020年4月）
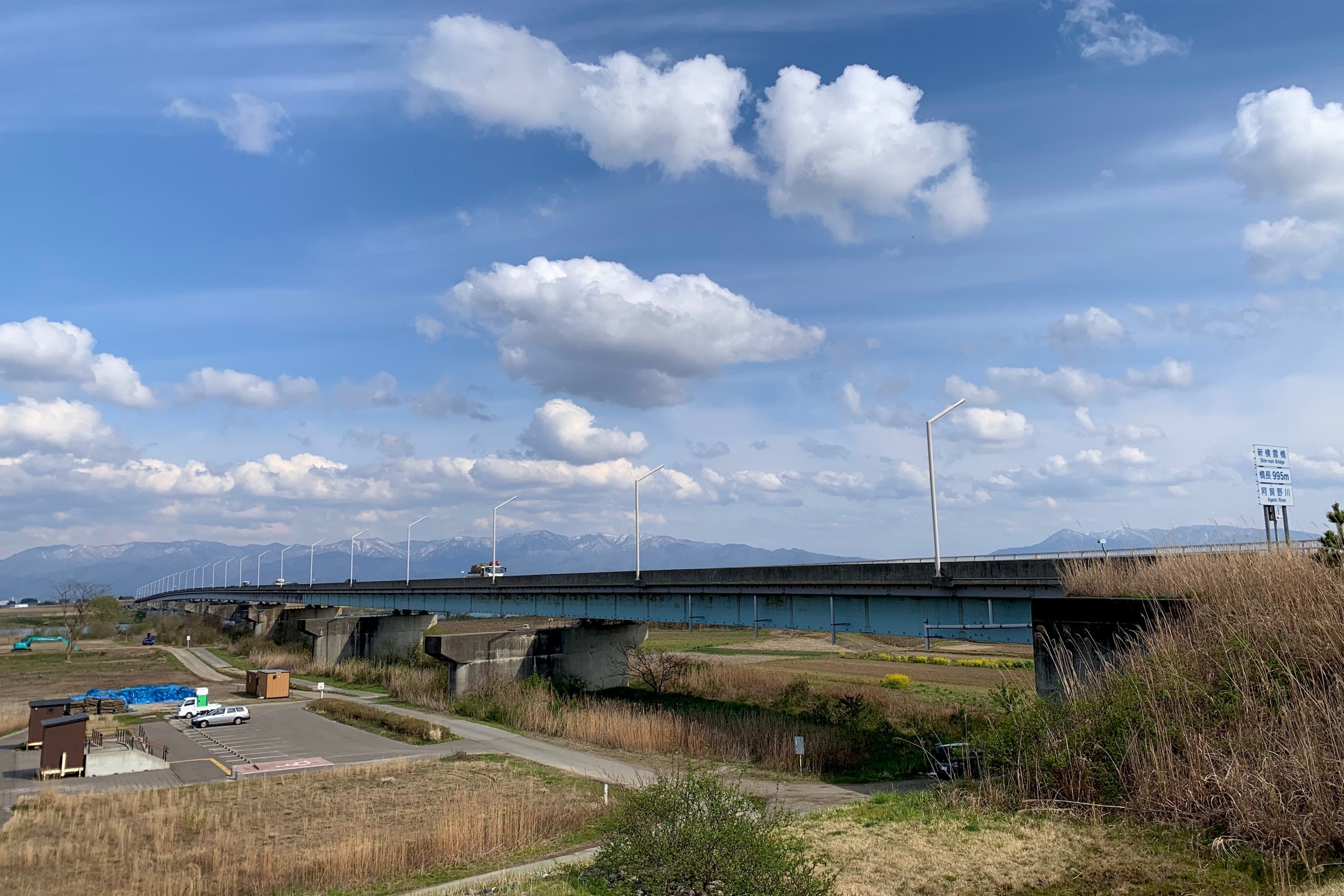
橋脚は4車線分用意されている（左岸下流側から、2020年4月）

### 橋名の由来
隣接する旧道横雲橋の名が長らく親しまれてきたため、その名が取り入れられた。

## 歴史
1995年（平成7年）12月16日に新横雲橋を含む、下黒瀬 - 上郷が暫定2車線で開通。